# Speed (Karolina Północna)
Speed – miasto w Stanach Zjednoczonych, w stanie Karolina Północna, w hrabstwie Edgecombe.